# Kamao
Kamao (Myadestes myadestinus) är en utdöd fågel i familjen trastar inom ordningen tättingar. Fågeln fanns tidigare på Kauai (Alakai Swamp), i Hawaiiöarna. IUCN kategoriserar arten som utdöd.